# رعاة الأمريكتين
بحسب الثقافة الكاثوليكية تعتبر السيدة غوادالوبي راعيَّة الأمريكتين وتعتبر القديسة روزا من ليما والسيدة غوادالوبي وفقًا للتقاليد المسيحية رعاة قارة أمريكا اللاتينية.
في حين يعد القديس يوسف النجار، والسيدة غوادالوبي، إنوسنت من ألاسكا، إسحق جويجز ورفاقة، هرمان من ألاسكا وتيخون من موسكو وفقًا للتقاليد المسيحية شفعاء قارة أمريكا الشمالية؛ في حين تعّد القديسة جيرترود الكبيرة والبابا غريغوريوس الكبير شفعاء جزر الكاريبي. في أمريكا الوسطى ، بيدرو دي بيتانكور وأوسكار روميرو.

## رعاة الأمريكتين حسب البلد
| دولة                | قديس شفيع                                                            |
| ------------------- | -------------------------------------------------------------------- |
| الأرجنتين           | فرانسيس سولانوس لورا فيكوينا مارتن من تورس مريم العذراء (سيدة لوخان) |
| باربادوس            | أندراوس                                                              |
| بوليفيا             | مريم العذراء (سيدة الكناري, و سيدة الكرمل)                           |
| البرازيل            | مريم العذراء (سيدة أباريسيدا) , جوزيه دي أنشيتا, أنطونيو من لشبونة   |
| كندا                | القديسة حنة القديس يوسف                                              |
| تشيلي               | يعقوب بن زبدي مريم العذراء (سيدة الكرمل)                             |
| كولومبيا            | لويس برتران بيتر كلافير                                              |
| كوستاريكا           | مريم العذراء                                                         |
| كوبا                | مريم العذراء)                                                        |
| جمهورية الدومينيكان | القديس دومينيك                                                       |
| الإكوادور           | مريم العذراء                                                         |
| السلفادور           | مريم العذراء)                                                        |
| غواتيمالا           | مريم العذراء (سيدة الوردية) ,بيدرو دي بيتانكور, يعقوب بن زبدي        |
| هايتي               | مريم العذراء                                                         |
| هندوراس             | مريم العذراء                                                         |
| المكسيك             | مريم العذراء (عذراء غوادالوبي) القديس يوسف                           |
| نيكاراغوا           | يعقوب بن زبدى                                                        |
| باراغواي            | مريم العذراء (سيدة لوخان) مارتن من تورس                              |
| البيرو              | روزا من ليما القديس يوسف                                             |
| بورتوريكو           | يوحنا المعمدان                                                       |
| الأوروغواي          | يعقوب بن حلفى فيلبس                                                  |
| الولايات المتحدة    | مريم العذراء (الحبل بلا دنس)                                         |
| فنزويلا             | مريم العذراء                                                         |